# 2010年7月11日の日食
2010年7月11日の日食は、太平洋南部で2010年7月11日に観測された日食（観測地域により皆既日食あるいは部分日食）である。
日食は、月が地球と太陽の間を通過する時に発生し、地球の観測者から太陽の像の全部または一部を隠す。皆既日食は、月の視直径が太陽より大きく、太陽からの全ての光線を遮るものであり、昼間でも暗くなる。皆既日食は、太陽の経路に沿った地球の表面の狭い領域でしか見られないが、部分日食は数千kmの幅で見ることができる。

## 観測範囲

日食の経路

2010年7月11日の日食は、歴史上最も広範囲で見えたものの1つである。クック諸島の最南に位置するマンガイア島、フランス領ポリネシアの一部の島、イースター島全部、チリ南部とアルゼンチン南部の南パタゴニア氷原を含む太平洋南部の広い範囲で観測が可能であった。
アメリカ航空宇宙局の天体物理学者Fred Espenakは、次のように語っている。
今回の日食の最も風変わりな点の1つは、独特で興味深い考古学的地点であるイースター島を通過していることである。イースター島には巨大なモアイ像があり、モアイ像には多くの謎があるが、いずれにせよ、イースター島で見られた皆既日食としては、ここ約1400年で初めてのものである。
この日食は、エル・カラファテを含むアルゼンチンとチリの南端での日没とともに終わった。2分47秒続いた皆既日食中の太陽の高度はわずか1°であったが、アルヘンティーノ湖からは、ゴツゴツしたアンデス山脈の輪郭のすぐ上に日食を見ることができた。
サンティアゴでは、日没時に58%の部分日食であったが、悪天候のために見ることはできなかった。その他のバルパライソ等の都市では、天気が良く日食を見ることができた。

## 日食の観測

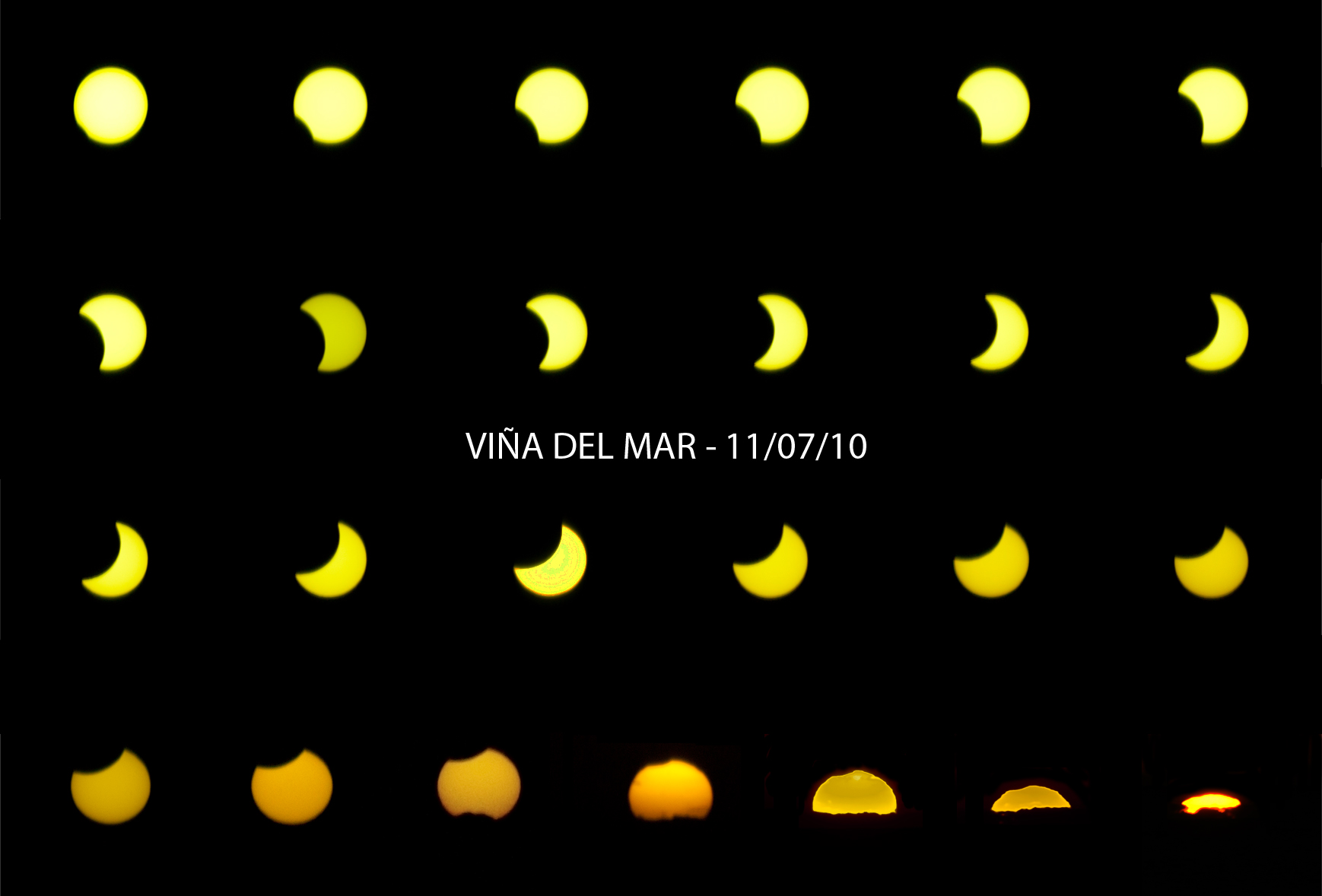
チリで観測された日食

皆既日食は、トンガ南西約750kmの地点で、18時15分(UTC)頃に発生し、20時11分(UTC)にはイースター島に達した。世界の夜空を撮影するプロジェクトThe World At Nightは、日食が見られる経路に沿って写真家を配置した。日食の追跡者は、チャーターした航空機、クルーズ船、多くの島やアルゼンチンのパタゴニア地域で撮影を行った。イースター島では、皆既日食は約1400年ぶりで、4分41秒間続いた。旅行者、科学者、写真家、映画撮影者、ジャーナリスト等を含む約4000人が日食のためにイースター島を訪れ、モアイ像の警備が強化された。日食の時間帯は、南アフリカ共和国で行われた2010 FIFAワールドカップ・決勝の開始時刻と重なり、タヒチのサッカーファンは、約98%もの部分日食よりもサッカーの試合を見ることとなった。皆既日食の経路は、人口の多い島をかすめ、例えばタヒチ島の北端のわずか約20km北を通った。
フランス領ポリネシアでの皆既日食は350年ぶりであった。推定約5000人の旅行者が日食を見るために様々な島を訪れた。12万個近くの日食めがねが観測者に配布された。アルゼンチン南端近くのエル・カラファテでも日没の2分前に日食を見ることができた。
チリの南端で日食が観測された数時間後、アントファガスタ州をマグニチュード6.2の地震が襲ったが、カラマやサンペドロ・デ・アタカマの近郊では、重傷者等は出なかった。